# 环卫路街道
环卫路街道，是中华人民共和国新疆维吾尔自治区乌鲁木齐市沙依巴克区下辖的一个街道办事处。
2014年，乌鲁木齐市人民政府批复同意设立环卫路街道办事处。

## 行政区划
环卫路街道下辖以下地区：
马料地社区、中泰社区、新运社区、环卫路社区、四道岔社区、建陶社区、大浦沟社区、环卫路南社区、华南巷社区、西山东街南社区、辛福屯社区和芙蓉巷社区。